# Homer’s Enemy
«Homer’s Enemy» (рус. Враг Гомера) — двадцать третья серия восьмого сезона мультсериала «Симпсоны». Премьера состоялась 4 мая 1997 года. Эта серия является одной из любимейших у многих разработчиков мультсериала, таких как Мэтт Грейнинг, Билл Оукли и Джош Ванштейн. Самая высокооцененная серия в истории мультсериала по версии IMDB.

## Сюжет

Фрэнк Граймс за секунды до гибели.

Кент Брокман в передаче «Люди Кента» рассказывает историю о Фрэнке Граймсе — человеке, который всего добился сам. Его бросили родители, когда ему было всего 4 года. У него никогда не было возможности ходить в школу. Ребёнком он начал работать курьером по доставке игрушек более удачливым детям. В свой 18-й день рождения он взорвал зернохранилище, хоть и непонятно по какой причине и что он там делал (в эпизоде показан короткий видеоклип, в котором он бежит к силосной башне, и подбегает к ней в момент взрыва). После этого ему пришлось снова учиться слышать и чувствовать боль. Он прошёл обучение по почте и получил учёную степень по ядерной физике «с единственной четвёркой» — по физкультуре.
После того, как мистер Бёрнс увидел историю Фрэнка по телевизору, он так растрогался, что пригласил того работать на Спрингфилдскую АЭС вице-президентом. Граймс был нанят, но в тот же день Мистер Бёрнс увидел по телевизору героическую овчарку, спасшую мальчику жизнь, и поставил вице-президентом её, а Фрэнка Граймса перевёл в сектор 7G к Ленни, Карлу и Гомеру.
Гомер стал раздражать Граймса с первых минут их знакомства; последнего поражало то, что Гомер работает на АЭС, даже не имея диплома, да ещё и отвечает за их безопасность. Однажды Гомер чуть не выпил кислоту, а Граймс его спас, но при этом колба с кислотой разбилась о стену и прожгла её, Фрэнка за это едва не уволили.
Тем временем Барт, случайно попав на распродажу конфискованных товаров, покупает за 1 доллар заброшенную фабрику, куда нанимает работать Милхауса. На следующий день фабрика рухнула, а крысы, жившие в ней, перебежали к Мо.
Гомер хочет помириться с Граймсом и под предлогом важного разговора приглашает его на ужин. Граймс в шоке от увиденного; он не может понять, почему Гомер, ничего не делая, получал от жизни все блага, не доставшиеся ему, несмотря на все старания — красавицу-жену, троих замечательных детей, дом, две машины, в то время как всё, что нажил Фрэнк — «чемодан и причёску», а жить ему приходилось в маленькой каморке между двумя залами для боулинга.
Случайно он видит объявление о детском конкурсе на лучшую модель АЭС будущего. Попытавшись посмеяться над Гомером, он сделал так, чтобы тот поучаствовал в этом конкурсе — в надежде, что все поймут, какой Гомер идиот, и будут смеяться над ним. Вместо этого весь завод рукоплескал Гомеру, а мистер Бёрнс вручил ему первый приз за лучшую поделку. Не выдержав этого, Граймс сошёл с ума и стал вести себя как Гомер, имитируя его непосредственность, что вылилось в трагедию — схватившись руками за оголённые провода без резиновых перчаток, Фрэнк Граймс отошёл в мир иной от удара электрическим током. Его последними словами были: «Я не надел резиновые перчатки, потому что я Гомер Симп…». Абсурдный мир мультсериала как бы мстит Граймсу за его бесцеремонность, непреклонность в устремлениях относительно центральных персонажей и попытку оспорить их право на существование, но в то же время это и скорбная плата миру мультсериала, выражение невозможности оставаться правильным и идеальным в его абсурдном мире.
На его похоронах Гомер Симпсон уснул под нудную речь священника и сквозь сон сказал Мардж, чтобы она «переключила на другой канал». В завершении все смеются, и Ленни говорит: «И в этом весь Гомер».

## История создания эпизода
Фрэнк Граймс был средством для авторов сценария, чтобы показать, насколько абсурдна жизнь героев сериала на самом деле. Для «Homer’s Enemy» авторы решили создать реалистичного персонажа, который должен был работать наравне с Гомером, оттеняя его лень, надоедливость и безалаберность. Изначально идея (пришедшая в голову Биллу Оукли) не определяла, будет ли Граймс ненавидеть Гомера, или наоборот, полюбит его всем сердцем, но решили, что персонаж, ненавидящий Симпсона, будет более подходящим и реалистичным. В одном из интервью Джош Вайнштейн сказал, что создатели хотели показать, что будет, если вполне реалистичный, в отличие от других жителей Спрингфилда, человек, будет иметь дело с таким как Гомер.
В итоге получился Фрэнк Граймс — человек, которому пришлось много трудиться и бороться за жизнь, и который не может поверить, что Гомер достиг так много благодаря своей лени: встреча с президентом, полёт в космос, турне с рок-группами и выигрыш Грэмми. Это заставило Фрэнка пытаться доказать, насколько на самом деле ничтожен Гомер. Тем не менее, остальные жители Спрингфилда, являясь сами совершенно нереалистичными персонажами, игнорировали его, и в конце концов Фрэнк, представитель реального мира, умер.
И появление и смерть Фрэнка Граймса, как и его внешний вид, очень напоминают Уильяма Фостера — персонажа Майкла Дугласа из фильма «С меня хватит». Изначально Фрэнк Граймс задумывался как «здоровый бывший десантник с военной стрижкой», но в конце концов решили сделать его похожим одновременно на Фостера и на одного из соседей Джима Реардона по общежитию.
Впоследствии Джош Вайнштейн выразил сожаление об убийстве Граймса, описывая его характер как «очень удивительный».
Хэнк Азариа озвучил Фрэнка Граймса, хотя изначально планировалось, что этим займется Уильям Мэйси. Тем не менее, продюсеры решили, что лучше отдать эту роль постоянному члену команды озвучивания, и Азария озвучил Фрэнка, при этом позаимствовав многие манеры у Мэйси.

## Наследие
Персонаж Фрэнка Граймса является предметом многих споров среди фанатов шоу. Его смерть является одним из мрачнейших и жесточайших моментов Симпсонов. Этот эпизод был изначально подвергнут острой критике зрителями, но тем не менее, у эпизода есть множество поклонников, в том числе и среди создателей шоу, так, например, Мэтт Грейнинг называет эпизод одним из своих любимейших.

## Награды
В 2006 году сайт IGN.com выпустил список «25 самых популярных второстепенных персонажей Симпсонов», в котором Граймс занял 17-е место, и стал единственным персонажем в списке, появившемся в сериале только раз. На сайте отмечено: «Граймс не теряет популярности, несмотря на то что появился всего лишь раз, он показывает, что Симпсоны знают, как взять всё самое лучшее из персонажей».